# Komini Peak
Der Komini Peak (englisch; bulgarisch връх Комини wrach Komini) ist ein 774 m hoher Berg auf der Livingston-Insel im Archipel der Südlichen Shetlandinseln. Im Levski Ridge der Tangra Mountains ragt er 1,25 km nördlich des Levski Peak, 1,7 km nordöstlich des Lyaskovets Peak und 1,5 km östlich des Zograf Peak auf.
Die bulgarische Kommission für Antarktische Geographische Namen benannte ihn 2005 nach einem gleichnamigen Gipfel im bulgarischen Witoschagebirge.